# Mark Mangini
Mark Mangini là một nhà biên tập viên âm thanh người Mỹ gốc Ý đã từng làm việc cho hơn 125 dự án điện ảnh. Ông đã giành được giải Oscar cho Biên tập âm thanh xuất sắc nhất cùng với David White vào năm 2015 cho những đóng góp của cả hai trong Max điên: Con đường tử thần. Mangini nổi tiếng với việc thu âm và chỉnh sửa bản tiếng gầm mới cho linh vật Sư tử Leo của hãng phim Metro-Goldwyn-Mayer. Tháng 4 năm 2017, Mangini hợp tác với Pro Sound Effects để phát hành The Odyssey Collection – được phát triển từ thư viện âm thanh cá nhân được gây dựng xuyên suốt sự nghiệp của ông cùng với người cộng sự Richard L. Anderson.

## Giải thưởng
Mangini đã nhận được sáu đề cử giải Oscar cho Biên tập âm thanh xuất sắc nhất xuyên suốt sự nghiệp, trong đó giành chiến thắng vào năm 2016 với Max điên: Con đường tử thần.
| Giải thưởng | Năm  | Hạng mục                        | Đề cử                         | Kết quả   | Nguồn |
| ----------- | ---- | ------------------------------- | ----------------------------- | --------- | ----- |
| Giải Oscar  | 1986 | Biên tập âm thanh xuất sắc nhất | Star Trek IV: The Voyage Home | Đề cử     | [ 4 ] |
| Giải Oscar  | 1992 | Biên tập âm thanh xuất sắc nhất | Aladdin                       | Đề cử     | [ 5 ] |
| Giải Oscar  | 1997 | Biên tập âm thanh xuất sắc nhất | The Fifth Element             | Đề cử     | [ 6 ] |
| Giải Oscar  | 2016 | Biên tập âm thanh xuất sắc nhất | Max điên: Con đường tử thần   | Đoạt giải | [ 7 ] |
| Giải Oscar  | 2018 | Biên tập âm thanh xuất sắc nhất | Tội phạm nhân bản 2049        | Đề cử     | [ 8 ] |
| Giải Oscar  | 2022 | Biên tập âm thanh xuất sắc nhất | Dune: Hành tinh cát           | Đề cử     |       |